# Фитал
Фитал (др.-греч. Φύταλος «производящий растения») — персонаж древнегреческой мифологии. Герой, жил около Элевсина. Принял в своем доме Деметру, и та дала ему отросток смоквы. От Фиталидов (потомков Фитала) у реки Кефисса получил очищение Тесей, убив Синиса и других.